# Карл Петерс
Карл Петерс (нар. 27 листопада 1856, Амт-Нойгаус, Ганноверське королівство — пом. 10 вересня 1918 Вольторф, Шлезвіг-Гольштейн, Німецька імперія) — німецький колоніальний правитель, дослідник, політик, автор та великий промоутер створення німецької колонії Східна Африка (частина сучасної республіки Танзанія). Прихильник соціального дарвінізму та філософії Фолкіша, його ставлення до корінного населення зробило його одним із найбільш суперечливих колонізаторів ще за його життя.

## Біографія
Народився в родині протестантського священика. Навчався в університеті у відомого німецького історика соціал-натураліста Генріха Трейчке. З 1879 року — доктор філософії Берлінського університету.
Після закінчення навчання Карл Петерс вивчає досвід колоніального будівництва Великої Британії, розраховуючи застосувати його в інтересах Німеччини для створення Німецької колоніальної імперії. У 1884 році він засновує «Товариство німецької колонізації» і, разом з двома компаньйонами, відправляється в Східну Африку, де від свого імені товариства укладає низку угод з місцевими вождями. Після повернення в 1885 році в Європу засновує Німецьке східно-африканське товариство.
Уряд Отто фон Бісмарка, побоюючись загострення відносин з Великої Британією, спочатку був налаштований проти цих планів, і відмовився підтримати Петерса. Коли Петерс, повернувшись у Європу в заключні дні Берлінської конференції, знову звернувся за урядовою підтримкою, Бісмарк відмовив йому знову. Однак Петерс заявив, що в такому разі він продасть свої права бельгійському королю Леопольду II, який прагне розширити свою Конголезьке володіння. Оскільки союзники Бісмарка в рейхстазі з Націонал-ліберальної партії були налаштовані на користь колонізації, то він у підсумку поступився «цьому дурневі». Таким чином, Петерс отримав офіційне обґрунтування своєї діяльності.
У 1888 році Карл Петерс уклав угоду з султаном Занзібару Халіфою ібн Саїд про оренду Німецьким східно-африканським товариством його материкових володінь в Танганьїці. У тому ж році він організував експедицію від східного узбережжя Африки, офіційно — для звільнення відрізаного махдистами Емін-паші, а насправді — для розширення німецького впливу на території Уганди і єгипетської Екваторіальної провінції. Ці його дії не були санкціоновані німецькою владою і було кваліфіковано англійцями як «флібустьєрська експедиція». Досягнувши на початку 1890 року Буганда, Петерс уклав вигідний для Німеччини договір з кабакою Мванго II, однак йому довелося швидко залишити Буганду через наближення експедиції Фредеріка Лугарда, спрямованої Імперською Британською Східно-Африканською Компанією. Повернувшись у Занзібар, він дізнався, що всі його зусилля були марні, оскільки 1 липня 1890 року Велика Британія і Німеччина уклали Занзібарський договір, згідно з яким Буганда увійшла в британську сферу впливу, і його договір з Мванго II став юридично нікчемним. Тим часом на узбережжі почалося повстання Абушірі, спрямоване проти передачі влади від султана німцям. Німецький уряд був змушений послати війська під керівництвом Германа Віссмана, і забрати у Компанії її володіння, перетворивши їх у колонію.
Проте після повернення до Німеччини Петерс отримав великі почесті, а в 1891 році опублікував звіт про свою експедицію під назвою «Die deutsche Emin Pasha Expedition». Протестуючи проти Занзібарського договору, він брав участь у створенні Пангерманського союзу.
У 1891 році Петерс знову відправився в Східну Африку, де став рейхскомісаром регіону Кіліманджаро, підлеглого губернатору Вісману. В 1892 році він був одним з членів комісії з демаркації кордону між Німецькою Східною Африкою і Британською Східною Африкою. 
Карл Петерс відрізнявся яскраво вираженими расистськими поглядами щодо «неповноцінних народів». Масові протести африканського населення проти жорстокого поводження Петерса з корінними жителями змусили німецьку владу усунути його від колоніальної служби. Петерс був відкликаний в Берлін, і з 1893 по 1895 роки працював в Імперському управлінні у справах колоній, поки йшло розслідування висунутих проти нього звинувачень. Нарешті, в 1896 році звинувачення були доведені, і в 1897 році він був з ганьбою звільнений з державної служби, втративши права на пенсію.
Щоб уникнути подальшого кримінального переслідування, Карл Петерс перебрався в Лондон, де зайнявся складанням планів з дослідження Родезії і Португальської Східної Африки. В інтересах заснованої ним золотодобувної компанії, він обстежив райони, прилеглі до річки Замбезі, де виявив руїни міст і вироблені золоті копальні середньовічного королівства Мономотапа, ідентифікованого як легендарна країна Офір. По поверненні, в 1901 році він опублікував звіт про свої відкриття в «Im Goldland des Altertums». У 1905 році він знову відвідав район між річками Замбезі й Саве.
Серед кіл, які пропагували колонізацію, Карл Петерс залишався національним героєм. В 1914 році він зміг повернутися до Німеччини після того, як кайзер Вільгельм II персональним декретом повернув йому титул рейхскомісара і призначив йому пенсію з особистого фонду, однак рішення дисциплінарного суду також залишалося в силі. Петерс був офіційно реабілітований через 20 років після своєї смерті спеціальним указом Адольфа Гітлера; в 1941 році режисер Герберт Зельпин зняв з його біографії пропагандистський фільм «Карл Петерс».
Карл Петерс — автор спогадів («Lebenserinnerungen», 1918) та кількох книжок, де виправдовує проведену європейськими державами колоніальну політику.